# Кубок Тото 2022—2023
Кубок Тото 2022—2023 — 38-й розіграш Кубка Тото. Титул вперше здобув Маккабі (Нетанья).

## Формат змагань
На першому етапі команди за географічним принципом поділені на дві групи по 5 учасників. Два переможці груп пройшли до півфіналу, усі інші команди - до кваліфікаційних матчів. Учасники Суперкубка Ізраїлю 2022 Хапоель (Беер-Шева) та Маккабі (Хайфа), а також учасники кваліфікаційного матчу серед учасників єврокубків Маккабі (Тель-Авів) та Маккабі (Нетанья) не змагалися у груповому турнірі, переможці пройшли до півфіналу Кубка Тото.

## Груповий етап
Матчі пройшли з 30 липня по 26 жовтня 2022 року.

### Група А
| Поз | Команда                      | І | В | Н | П | ГЗ | ГП | РГ | О  | Кваліфікація |     | ХХД | БНЕ | ХКШ | МБР | ХХФ |
| --- | ---------------------------- | - | - | - | - | -- | -- | -- | -- | ------------ | --- | --- | --- | --- | --- | --- |
| 1   | Хапоель (Хадера)             | 4 | 4 | 0 | 0 | 7  | 2  | +5 | 12 | 1/2 фіналу   |     |     |     | 1–0 | 1–0 |     |
| 2   | Бней Сахнін                  | 4 | 2 | 1 | 1 | 7  | 5  | +2 | 7  |              |     | 1–2 |     |     | 2–1 |     |
| 3   | Хапоель Іроні (Кір'ят-Шмона) | 4 | 1 | 2 | 1 | 4  | 4  | 0  | 5  |              |     | 2–2 |     |     | 0–0 |     |
| 4   | Маккабі Бней Рейне           | 4 | 1 | 0 | 3 | 5  | 6  | −1 | 3  |              |     |     | 1–2 |     | 3–1 |     |
| 5   | Хапоель (Хайфа)              | 4 | 0 | 1 | 3 | 2  | 8  | −6 | 1  |              | 1–3 | 0–2 |     |     |     |     |

### Група B
| Поз | Команда             | І | В | Н | П | ГЗ | ГП | РГ | О | Кваліфікація |     | ХТА | ХЄР | АШД | СЕК | БЕЙ |
| --- | ------------------- | - | - | - | - | -- | -- | -- | - | ------------ | --- | --- | --- | --- | --- | --- |
| 1   | Хапоель (Тель-Авів) | 4 | 3 | 0 | 1 | 10 | 6  | +4 | 9 | 1/2 фіналу   |     |     |     | 2–3 |     | 2–0 |
| 2   | Хапоель (Єрусалим)  | 3 | 2 | 0 | 1 | 4  | 3  | +1 | 6 |              |     | 1–3 |     |     | 2–0 |     |
| 3   | Ашдод               | 3 | 1 | 0 | 2 | 4  | 3  | +1 | 3 |              |     | 0–1 |     |     |     |     |
| 4   | Секція Нес-Ціона    | 3 | 1 | 0 | 2 | 2  | 5  | −3 | 3 |              | 1–3 |     | 1–0 |     |     |     |
| 5   | Бейтар (Єрусалим)   | 1 | 0 | 0 | 1 | 1  | 2  | −1 | 0 |              |     |     |     |     |     |     |

## Кваліфікаційні матчі

### Матч серед учасників єврокубків
| 14 липня 2022 20:00 (EEST) |

| Маккабі (Тель-Авів)                                 | 0:0      | Маккабі (Нетанья)                                      |
| --------------------------------------------------- | -------- | ------------------------------------------------------ |
|                                                     | Протокол |                                                        |
|                                                     | Пенальті |                                                        |
| Рікан · Альмог · Саборіт · Хозез · Периця · Начміас | 4:5      | Карцев · Ашкеназі · Садех · Беркович · Твумасі · Шломо |

| Блумфілд, Тель-Авів Глядачів: 10 061 Арбітр: Снір Леві |

### Суперкубок Ізраїлю
| 16 липня 2022 20:30 (EEST) |

| Маккабі (Хайфа)                          | 1:1      | Хапоель (Беер-Шева)                      |
| ---------------------------------------- | -------- | ---------------------------------------- |
| Атцілі 1'                                | Протокол | Анса 70'                                 |
|                                          | Пенальті |                                          |
| Шері · Карцев · Шломо · Ротман · Твумасі | 3:4      | Мадмон · Лопеш · Йосефі · Дадія · Глазер |

| Саммі Офер, Хайфа Арбітр: Рой Райншрайбер |

### Матч за 13-14 місця
| Команда 1        | Рахунок | Команда 2       |
| ---------------- | ------- | --------------- |
| 7 грудня 2022    |         |                 |
| Секція Нес-Ціона | 5:4     | Хапоель (Хайфа) |

### Матч за 11-12 місця
| Команда 1     | Рахунок | Команда 2          |
| ------------- | ------- | ------------------ |
| 8 грудня 2022 |         |                    |
| Ашдод         | 0:1     | Маккабі Бней Рейне |

### Матч за 9-10 місця
| Команда 1         | Рахунок | Команда 2                    |
| ----------------- | ------- | ---------------------------- |
| 7 грудня 2022     |         |                              |
| Бейтар (Єрусалим) | 1:3     | Хапоель Іроні (Кір'ят-Шмона) |

### Матч за 7-8 місця
| Команда 1           | Рахунок | Команда 2          |
| ------------------- | ------- | ------------------ |
| 7 грудня 2022       |         |                    |
| Маккабі (Тель-Авів) | 2:0     | Хапоель (Єрусалим) |

### Матч за 5-6 місця
| Команда 1       | Рахунок | Команда 2   |
| --------------- | ------- | ----------- |
| 8 грудня 2022   |         |             |
| Маккабі (Хайфа) | 4:1     | Бней Сахнін |

## 1/2 фіналу
| Команда 1           | Рахунок      | Команда 2           |
| ------------------- | ------------ | ------------------- |
| 7 грудня 2022       |              |                     |
| Маккабі (Нетанья)   | 0:0 пен. 5:4 | Хапоель (Хадера)    |
| 8 грудня 2022       |              |                     |
| Хапоель (Беер-Шева) | 3:3 пен. 4:3 | Хапоель (Тель-Авів) |

## Фінал
| 18 січня 2023 20:00 (EEST) |

| Маккабі (Нетанья) | 0:0      | Хапоель (Беер-Шева) |
| ----------------- | -------- | ------------------- |
|                   | Протокол |                     |

| Га-Мошава, Петах-Тіква Арбітр: Ейтан Шемеулевич |

|                                                |     | Пенальті                                   |  |
| Златанович · Карцев · Шломо · Ротман · Твумасі | 7:6 | Сафурі · Абу Абаїд · Шамір · Дадія · Хемед |  |